# 월터 아이작슨
월터 세프 아이작슨(Walter Seff Isaacson, 1952년 5월 20일 ~ )은 미국의 작가, 언론인, 교수이다. 워싱턴 D.C.에 기반을 둔 비당파 정책 연구 기관인 아스펜 연구소의 회장이자 CEO, CNN의 의장이자 CEO, 타임지의 편집장을 역임했다.
루이지애나 뉴올리언스에서 태어난 아이작슨은 하버드 대학교와 옥스퍼드 펨브로크 칼리지에서 장학생으로 다녔다. "와이즈맨: 여섯 친구들과 그들이 만든 세계" (1986)의 에반 토마스와 공동 저자이며, "키신저: 전기" (1992), "벤자민 프랭클린: 미국인의 삶" (2003), "아인슈타인: 그의 삶과 우주" (2007), "아메리칸 스케치" (2009), "스티브 잡스" (2011), "해커, 천재, 괴짜들이 디지털 혁명을 어떻게 만들었을까" (2014), "레오나르도 다빈치" (2017), "코드 브레이커: 제니퍼 다우드나, 유전자 편집, 그리고 인류의 미래" (2021), "일론 머스크" (2023)의 작가이다.
아이작슨은 툴레인 대학의 교수이자 뉴욕시에 기반을 둔 금융 서비스 회사인 Perella Weinberg Partners의 자문 파트너이다. 그는 허리케인 카트리나 이후 재건을 감독한 루이지애나 복구청의 부회장이었고, 미국의 소리 방송을 운영하는 정부 이사회의 의장이었으며, 국방 혁신 위원회의 일원이었다.

## 생애
1952년 5월 20일 루이지애나 뉴올리언스에서 유대인 부모 베티 "벳시" 리 (결혼 전 성씨는 세프)와 어윈 아이작슨의 아들로 태어났다. 아이작슨은 뉴올리언스의 이시도어 뉴먼 학교, 텔루라이드 협회 여름 프로그램을 위한 딥 스프링스 대학, 그리고 역사와 문학을 전공하고 1974년에 졸업했다. 이후 하버드 대학교를 다녔다. 하버드에서 아이작슨은 시그넷 협회의 회장, 하버드 램푼의 회원이었고 로웰 하우스의 거주자였다. 그는 후에 옥스퍼드의 펨브로크 대학에서 로즈 장학생으로 다녔고 철학, 정치, 경제학을 공부했고 1등으로 졸업했다.

## 직업

### 미디어
아이작슨은 일요일 런던의 저널리즘에서 편집자 일을 시작했다. 1978년에 잡지 정치 통신원, 국가 편집자, 그리고 1996년에 잡지 14번째 편집자로 임명되었다.
아이작슨은 2001년 7월 CNN의 회장이자 CEO가 되었다. CNN에서 취임 후, 아이작슨은 CNN 방송 콘텐츠에 대해 미국 공화당 지도자들의 견해를 모색하기 위해 관심을 끌었다. 아이작슨은 "CNN을 취재하기 위해 열린 공화당원들에 대한 우려를 표명했다."고 말했다. 그의 도전은 13개의 조직위원회(FA)단체와 정확성에 의해 비판되었다.

### 작가
아이작슨은 수많은 책을 쓴 작가이다.
2011년 10월 24일, 잡스가 세상을 떠난 지 2주 후, 아이작슨은 잡스 전기를 실었다. 이 전기는 세계적인 베스트셀러가 되어, 역대 전기 판매 기록을 모두 깼다.
2014년 10월, 아이작슨은 디지털 혁명에서 두드러진 주요 기술 혁신들, 특히 컴퓨터와 인터넷의 병행적인 발전들의 역사를 탐구하는 The Innovators: How Group of Inventors, Hacker, Geniuses, and Geeks Created the Digital Revolution을 출판했다. 이 책은 뉴욕타임즈 베스트셀러가 되었다. 자넷 매슬린은 저자를 "선지자들과 애호가들에게 친절한 영혼"이라고 묘사했다.
레오나르도 다빈치의 전기는 평론가들로부터 긍정적인 평가를 받으며 2017년 10월 17일 출간되었다. 2017년 8월, 파라마운트 픽처스는 아이작슨의 다빈치 전기를 각색한 판권에 대한 유니버설 픽처스와의 입찰 전쟁에서 승리했다. 이 스튜디오는 레오나르도 디카프리오의 아피안 웨이 프로덕션과의 거래로 판권을 사들였는데, 그 계약은 디카프리오를 주인공으로 영화를 제작할 계획이었다고 말했다. 시나리오 작가 존 로건(에비에이터, 글래디에이터)이 대본을 쓰도록 임명되었다.
그의 책 The Code Breaker: Jennifer Doudna, Gene Editing, and the Future of the Human Race는 2021년 3월 사이먼 & 슈스터에 의해 출판되었다. 이 책은 유전자 편집의 크리스퍼 시스템에 대한 연구로 2020년 노벨 화학상을 수상한 제니퍼 다우드나의 전기이다. 이 책은 2021년 3월 13일로 끝나는 한 주 동안 뉴욕 타임즈 논픽션 베스트셀러 목록에서 1위에 올랐다.
퍼블리셔스 위클리는 이를 "위대한 과학적 진보와 그것을 깨달은 헌신적인 과학자들에 대한 왜곡된 설명"이라고 평했다.
2021년 8월, 기업가 일론 머스크는 아이작슨이 자신의 전기를 쓰고 있다고 발표했다. '월터 아이작슨의 일론 머스크'라는 제목의 이 책은, 2023년 9월 12일 사이먼 & 슈스터에 의해 출판되었다.

### 정치인

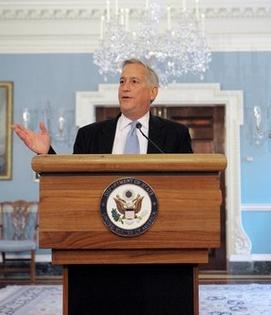
2008년 미국 국무부 브리핑에서

2005년 10월, 루이지애나 주지사 캐슬린 블랑코는 허리케인 카트리나 피해 복구에 대한 지출을 감독하는 이사회인 루이지애나 복구청의 부회장으로 아이작슨을 임명했다. 2007년 12월, 그는 조지 W. 부시 대통령에 의해 팔레스타인 영토에 경제적, 교육적 기회를 창출하고자 하는 미국-팔레스타인 동반자 관계의 회장으로 임명되었다. 힐러리 클린턴 국무장관은 그를 무슬림 세계에서 민간 부문의 투자와 파트너십을 장려하는 새로운 시작을 위한 파트너스의 부회장으로 임명했다.
그는 2008년 1월 다낭 공군기지에 미국이 남겨둔 다이옥신 억제 프로젝트를 완료하고 피해 지역에 보건소와 다이옥신 실험실을 건설할 계획이라고 발표한 '미-베트남 에이전트 오렌지 대화'의 공동의장을 맡기도 했다. 2008년 그는 국립보건원 자문위원회의 구성원으로 임명되었다. 2009년 그는 버락 오바마 대통령에 의해 미국의 소리 방송, 자유 유럽 라디오 그리고 미국 정부의 다른 국제 방송들을 운영하는 방송 이사회의 의장으로 임명되었고 2012년 1월까지 역임했다.
2014년 미치 랜드리우 뉴올리언스 시장에 의해 2018년 뉴올리언스 300주년 기념을 계획한 뉴올리언스 트리센테니얼 위원회의 공동 의장으로 임명되었다. 2015년에는 오바마 대통령의 빈곤퇴치와 청년 기회 정책을 추진하고자 하는 마이 브라더스 키퍼 얼라이언스의 이사회에 임명되었다. 2016년 미치 랜드리우 시장에 의해 임명되었고 시의회에 의해 뉴올리언스 도시계획위원회 위원으로 확정되었다. 그는 미국 국방부 혁신 자문 위원회의 일원이다. 2018년, 그는 뉴올리언스 시장 당선인 라토야 캔트렐에 의해 그녀의 인수팀의 공동 회장으로 임명되었다.

## 직위
아이작슨은 금융 서비스 회사인 Perella Weinberg의 고문 파트너이다. 그는 Teach for America 이사회의 명예 회장이며 United Airlines, Halliburton Labs, The New Orleans Advocate/Times-Picayune, New Schools New Orleans, Bloomberg Philanthropies, Rockefeller Foundation, Carnegie Institution for Science의 이사회에 속해 있다. 그리고 2012년에 미국 역사가 협회(Society of American Historians) 회장을 역임했다.
2019년 3월, 아이작슨은 아카디아 출판사의 편집장 겸 선임 고문이 되어 편집, 새로운 전략 개발, 파트너십 뿐만 아니라 회사를 위한 책을 홍보할 예정이다.
아이작슨은 과학사 학과의 준교수이자 하버드 대학의 로웰 하우스 수석 공동실의 구성원이다. 또한 그는 옥스포드 펨브로크 대학의 명예 펠로우이다. 월터 아이작슨은 툴레인 대학의 역사학 특별 교수다. 그는 매년 봄 "디지털 혁명" 과정을 가르치고, 매년 가을 "법과 미국 역사" 과정을 가르친다. 그의 과정에는 작가 마이클 루이스, 킥스타터 설립자 페리 첸, 억만장자 사업가 제임스 콜터와 같은 유명한 초청 연사들이 자주 등장한다. 툴레인에서 아이작슨은 매년 열리는 뉴올리언스 책 축제의 공동의장을 맡고 있다.

## 명예
2023년, 아이작슨은 조 바이든 대통령으로부터 국가 인문학 메달(National Humanities Medal)을 받았다. 백악관은 아이작슨의 상을 인용해 그의 "일, 말, 그리고 지혜의 다리가 과학과 인문학 사이, 그리고 대립되는 철학 사이를 갈라놓으며, 담론을 높이고 국가로서 우리가 누구인지에 대한 이해를 높인다"고 강조했다.
기업가의 삶을 다룬 아이작슨의 책 스티브 잡스는 아이작슨에게 2012년 제럴드 뢰브 상을 안겨주었다.
2012년에는 타임지가 선정한 세계에서 가장 영향력 있는 인물 목록인 타임 100에 선정되기도 했다. 아이작슨은 영국 왕립 예술 협회의 회원이며 2013년 벤자민 프랭클린 메달을 수상했다. 그는 또한 미국 예술 과학 아카데미, 미국 철학 학회의 회원이기도 하며 옥스퍼드 펨브로크 칼리지의 명예 펠로우이기도 하다.
2014년 미국 국립 인문 기금은 미국 연방 정부의 인문학 업적 최고 영예인 제퍼슨 강연에 아이작슨을 선정하였다. 아이작슨의 강연 제목은 "인문학과 과학의 교차점"이었다.
그는 터프츠 대학교, 쿠퍼 유니언, 윌리엄 앤 메리, 프랭클린 대학교, 뉴올리언스 대학교, 사우스 캐롤라이나 대학교, 뉴욕 시립 대학교(헌터 칼리지), 포모나 칼리지, 리하이 대학교, 듀크 대학교, 아이작슨 미디어 커뮤니케이션 스쿨이 그의 이름을 딴 콜로라도 마운틴 칼리지에서 명예 학위를 받았다. 2015년 밴더빌트 대학교에서 니콜스-총장상을 수상했다.

## 작품
- The Wise Men: Six Friends and the World They Made (1986, Simon & Schuster, ISBN 978-1451683226)

- Kissinger: A Biography (1992, Simon & Schuster, ISBN 978-0671663230)

- Benjamin Franklin: An American Life (2003, Simon & Schuster, ISBN 978-0684807614)
  - 밴저민 프랭클린 인생의 발견 (2006, 21세기북스 ISBN 9788950909123)

- Einstein: His Life and Universe (2007, Simon & Schuster, ISBN 978-0743264747)
  - 아인슈타인 삶과 우주 (2007, 까치(까치글방) ISBN 9788972914358)

- American Sketches (2009, Simon & Schuster, ISBN 978-1439183441)

- Steve Jobs (book) (2011, Simon & Schuster, ISBN 978-1451648539)
  - 스티브 잡스 (2015, 민음사, ISBN 978-8937432118)

- The Innovators: How a Group of Inventors, Hackers, Geniuses, and Geeks Created the Digital Revolution (2014, Simon & Schuster, ISBN 978-1476708690)
  - 이노베이터: 창의적인 삶으로 나아간 천재들의 비밀 (2015, 오픈하우스, ISBN 979-1186009475)

- Leonardo Da Vinci. (Simon & Schuster, 2017 ISBN 978-1-5011-3915-4)[48][49]
  - 레오나르도 다빈치: 인간 역사의 가장 위대한 상상력과 창의력 (2019, arte(아르테) ISBN 978-8950980221)

- The Code Breaker: Jennifer Doudna, Gene Editing, and the Future of the Human Race. (Simon & Schuster, 2021 ISBN 978-1-9821-1585-2)[50]
  - 코드 브레이커: 제니퍼 다우드나, 유전자 혁명 그리고 인류의 미래 (2022, 웅진지식하우스 ISBN 978-8901256603)

- Elon Musk (Isaacson book)|Elon Musk. (Simon & Schuster, 2023 ISBN 978-1982181284)[51]
  - 일론 머스크 (2023, 21세기북스 ISBN 9791171170418)